# 卒業制作 (アルバム)
『卒業制作』（そつぎょうせいさく）は、SHISHAMOの自主制作CDで、オフィシャルサイトでの表記は「SHISHAMO高校生活のまとめ版CD」。2013年1月23日にGOOD CREATORS RECORDSから発売され、同年11月13日にGOOD CREATORS RECORDS / FAITH MUSIC ENTERTAINMENT INC.から再リリースされた。

## 概要
- 2012年10月に発売された「宿題が終わらない」が鹿野淳に称賛され、『MUSICA』へのインタビュー掲載、『オールナイトニッポンR』のパーソナリティ担当を経て、SHISHAMOが徐々に注目を集めるようになっていた中、同年12月に本作『卒業制作』のリリースが発表された[2][3]。
- 2013年2月8日、レコ発インストアイベントがタワーレコード渋谷店で開催された。このイベントは、タワーレコード各店で購入した『卒業制作』に付属の参加券で鑑賞できるライブだった[4]。
- 本作を引っ提げ、『卒業旅行』と題した全国11箇所に及ぶツアーが2013年3月6日から行われた[5]。最終日の3月31日は、地元・神奈川県川崎市のラ チッタデッラ噴水広場でフリーライブが開催された[6]。
- 2013年11月13日、デビューアルバム『SHISHAMO』の発売に合わせて、『卒業制作』も再リリースされた[7]。既発のものからはジャケットのイラストが変わり、ブックレットのページが増えてメンバー3人による全ての曲についてのエピソードと「お菓子作り」のコード譜が新たに付け加えられた[8]。

## 収録曲
| 全作曲: 宮崎朝子、全編曲: SHISHAMO。 |                      |            |            |      |
| #                                    | タイトル             | 作詞       | 作曲・編曲 | 時間 |
| 1.                                   | 「宿題が終わらない」 | 宮崎朝子   | 宮崎朝子   | 3:47 |
| 2.                                   | 「お菓子作り」       | 宮崎朝子   | 宮崎朝子   | 2:05 |
| 3.                                   | 「君に告白した理由」 | 宮崎朝子   | 宮崎朝子   | 4:32 |
| 4.                                   | 「夢のはなし」       | 宮崎朝子   | 宮崎朝子   | 3:33 |
| 5.                                   | 「絆創膏」           | 吉川美冴貴 | 宮崎朝子   | 4:22 |
| 6.                                   | 「熱冷まシート」     | 宮崎朝子   | 宮崎朝子   | 3:36 |
| 7.                                   | 「冬の唄」           | 宮崎朝子   | 宮崎朝子   | 5:46 |
| 8.                                   | 「第3ボタン」        | 宮崎朝子   | 宮崎朝子   | 3:48 |
| 合計時間:                            | 合計時間:            | 合計時間:  | 31:31      |      |

## 楽曲解説
1. 宿題が終わらない
2. お菓子作り
3. 君に告白した理由
  - 上記3曲はいずれも初音源の自主制作CD『宿題が終わらない』の収録曲。ライブ版だった「お菓子作り」は本作ではスタジオ録音版で収録されている。
4. 夢のはなし
  - 3人が在学していた高校の美術室で撮影された30秒のミュージック・ビデオがYouTubeで公開されていたが、現在は非公開となっている[2][9]。
  - 仮タイトルは「天井」だった[10]。
5. 絆創膏
  - 吉川が初めて作詞を手掛けた曲。吉川は恥ずかしさから、書いた歌詞を1ヶ月間見せることができなかった。だが勇気を出して部活の時間に渡すと、宮崎はすぐに曲をつけ始め、部活が終わる頃には楽曲を完成させて、その場で弾き語りで聞かせてくれたという[11]。
6. 熱冷まシート
  - 高校時代、この曲にちなんで、3人がおでこに熱冷まシートを貼ってライブをしたというエピソードがある[9]。
7. 冬の唄
  - SHISHAMO初のバラードで、宮崎曰く、「初めて真面目な恋愛の歌詞を書いた曲」[9][12]。
8. 第3ボタン
  - 宮崎の中学時代の実話がもとになった曲[13]。このアルバムのレコーディングの最後に作られ、宮崎は「初めて好きな曲ができた」と話している[14][15]。
  - 『SHISHAMO 2』に収録された「さよならの季節」はこの曲とつながりがある作品で、同じ卒業のモチーフを扱っている[13][16]。

## 参加ミュージシャン

### SHISHAMO
- 宮崎朝子：Guitar, Vocal
- 松本彩：Bass
- 吉川美冴貴：Drums